# Леопардовая усатая кошачья акула
Леопардовая усатая кошачья акула (лат. Poroderma pantherinum) — вид рода усатых кошачьих акул (Poroderma) семейства кошачьих акул (Scyliorhinidae).
Является эндемиком прибрежных вод Южной Африки. Этих распространённых донных акул можно найти на глубине более 100 м на скалистых рифах, песчаном дне и в зарослях водорослей. Окраска разнообразная, с возрастом меняется. У них короткая голова, на морде имеется пара тонких усиков, которые не достигают рта. Спинные плавники сильно сдвинуты к хвосту. Максимальная длина 64 см.
Леопардовые усатые кошачьи акулы ведут ночной образ жизни и большую часть дня лежат неподвижно, скрывшись в пещере, расщелине или среди водорослей, иногда группами. Эти акулы являются хищниками-оппортунистами, они питаются разнообразными рыбами и беспозвоночными, охотятся на нерестящихся кальмаров Loligo vulgaris reynaudi. Размножаются, откладывая яйца, заключённые в капсулу. Эти небольшие и безвредные акулы хорошо приспосабливаются к неволе, их часто содержат в публичных аквариумах. Они регулярно попадают в качестве прилова в коммерческие и любительские сети. Многие акулы погибают, поскольку рыбаки считают их вредителями.

## Таксономия

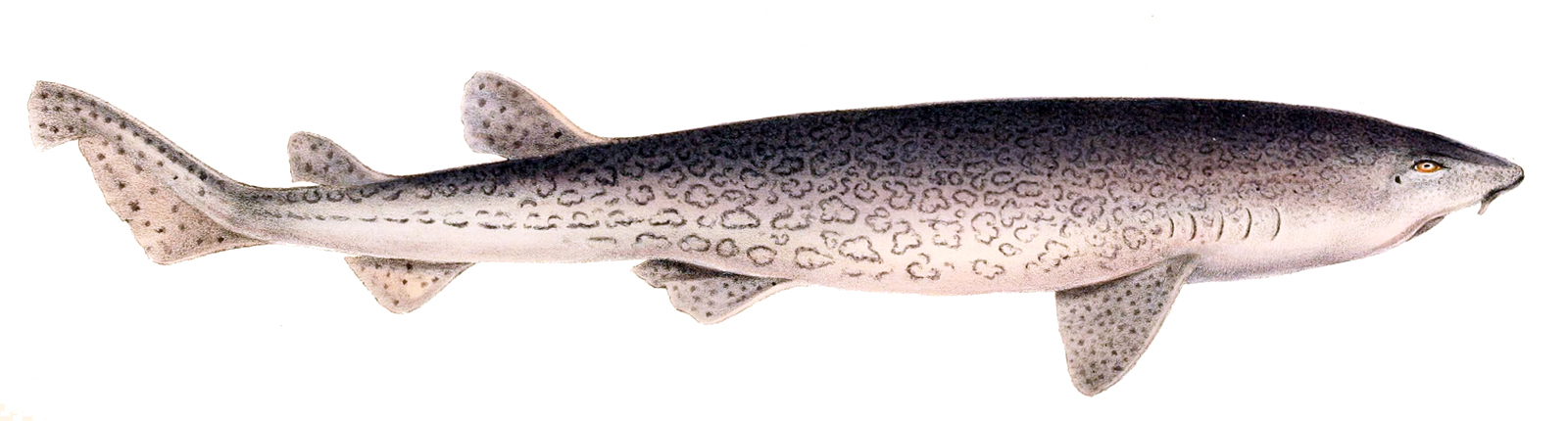
Иллюстрация, сопровождавшая первое научное описание вида (1838)

Из-за высокой вариативности окраски исторически леопардовые усатые кошачьи акулы была известны под множеством имен. В 1837 в «Записках лондонского зоологического общества» шотландский врач и зоолог Эндрю Смит представил без описания новый род усатых кошачьих акул Poroderma, к которому отнёс виды Poroderma africanum (полосатая усатая кошачья акула), Poroderma pantherinum  (леопардовая кошачья акула), Poroderma submaculatum  и Poroderma variegatum. Немецкие биологи Иоганн Петер Мюллер и Фридрих Густав Якоб Генле отнесли этих акул к роду Scyllium, и в 1838—1841 в труде «Systematische Beschreibung der Plagiostomen» описали леопардовую усатую кошачью акулу и Scyllium variegatum , а также перечислили еще два вида, Scyllium leopardinum и Scyllium maeandrinum без описания. В 1934 году американский зоолог Генрих Уид Фаулер описал пятнистую кошачью акулу (Poroderma marleyi), которая отличалась характерными крупными чёрными отметинами.
Последующие авторы признали эти виды цветовыми вариациями леопардовой усатой кошачьей акулы. Особенно трудно было установить идентичность пятнистой усатой кошачьей акулы Poroderma marleyi и лишь в 2003 году она была признана синонимом леопардовой усатой кошачьей акулы. Действительным научным названием леопардовой усатой кошачьей акулы считается  Poroderma pantherinum , данное Мюллером и Генле, поскольку они впервые описали этот вид. Видовой эпитет лат. pantherinum — «пантерный», относится к типовому образцу, представлявшему собой самку длиной 65 см, пойманную у мыса Доброй Надежды.

## Ареал и среда обитания
Леопардовые усатые кошачьи акулы обитают в умеренных и субтропических прибрежных водах Южной Африки, от Салданья Бэй на западе до устья реки Тугела на востоке. Есть старые и почти наверняка ошибочные записи о присутствии этих акул у берегов Маврикия и Мадагаскара. Учитывая разнообразие окраски в пределах вида, его ареал, скорее всего, раздроблен на множество мелких местных популяций, обитающих вдоль южноафриканского побережья. Эти донные рыбы наиболее часто встречаются в приливной зоне на глубине до 20 м, хотя есть данные об их присутствии на глубине до 256 м в верхней части материкового склона. Леопардовые усатые кошачьи акулы предпочитают скалистые рифы, заросли водорослей и песчаное дно.

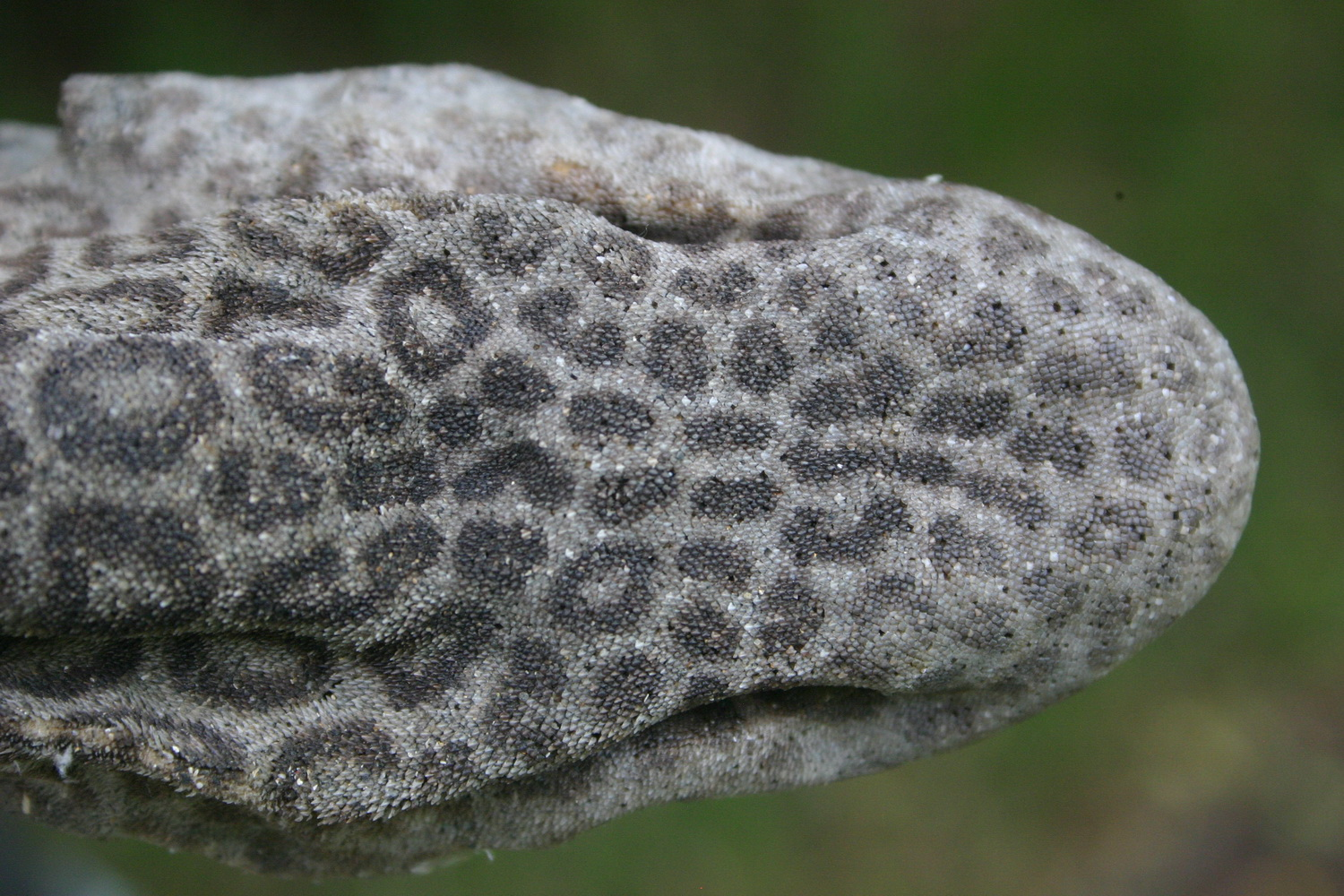
Дорсальная поверхность головы покрыта пятнистым узором (высушенный образец)

## Описание
Леопардовая усатая кошачья акула меньше и тоньше полосатой усатой кошачьей акулы. Максимальная длина составляет 0,84 м, а вес — 3,2 кг. Самцы немного крупнее самок. У этих акул короткая и немного приплюснутая голова со слегка заострённой мордой. Каждая ноздря разделена на небольшие входящие и выходящие отверстия лоскутами кожи трехлопастной формы, центральная доля которых формирует тонкие усики, достигающие рта. Овальные глаза вытянуты по горизонтали, расположены довольно высоко на голове и оснащены рудиментарными мигательными мембранами. Под глазами имеется выступающий хребет. Крупный рот образует широкую дугу с коротким бороздами по углам. Верхние зубы видны, даже когда рот закрыт. Во рту имеются 18—30 и 13—26 зубных рядов с каждой стороны верхней и нижней челюсти, соответственно. Каждый зуб оснащён узким центральным остриём и двумя небольшими латеральными зубцами. С отличие от самок у взрослых самцов центральное остриё зубов у взрослых самцов немного загнуто.

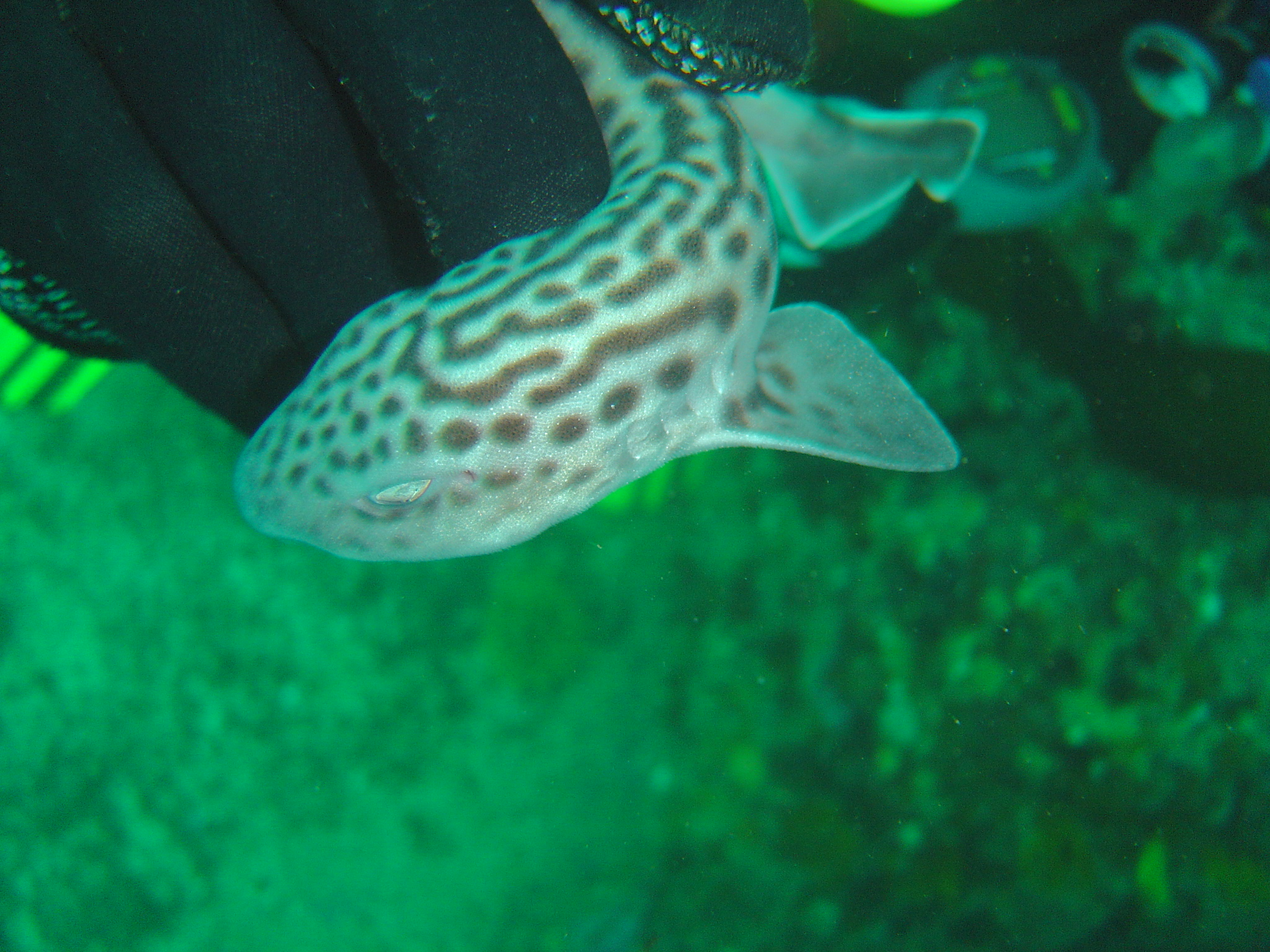
Молодая усатая кошачья акула.

Тело сжато по бокам и сужается к хвосту. Два спинных плавника сдвинуты к хвосту. Основание первого спинного плавника расположено позади брюшных плавников, а основание второго над серединой анального плавника. Первый спинной плавник гораздо больше второго. Грудные плавники большие и широкие. Брюшные плавники меньше грудных, но их основания примерно равны по длине. Взрослые самцы имеют пару толстых птеригоподий, внутренние края брюшных плавников частично срастаются, образуя над ними «фартук». Короткий и широкий хвостовой плавник имеет неявно выраженную нижнюю лопасть и вентральную выемку у кончика верхней лопасти. Кожа очень толстая, покрыта твёрдой плакоидной чешуёй. Каждая чешуйка имеет форму короновидной стрелки тремя каудальными зубцами.
Фоновая окраска дорсальной поверхности колеблется от светлого до насыщенного чёрного тона. Брюхо может быть как белым, так и чёрным. Граница перехода окраски спины и брюха отчётливая. Спину покрывает причудливый узор из маленьких и больших пятен, которые могут сливаться друг с другом, образовывая длинные полосы и обширные тёмные отметины, также существует цветовая морфа «соль с перцем». C возрастом окраска меняется. Новорождённые покрыты крупными тёмными пятнами, которые со временем дробятся на несколько мелких, а те в свою очередь могут сливаться и образовывать линии. Есть предположение, что форма marleyi представляет собой неотенический тип, у которого взрослые особи сохраняют окраску, присущую новорождённым. Кроме того, окраска связана с местом обитания. Форма marleyi и «соль с перцем» характерна лишь для акул, населяющих прибрежные воды Восточно-Капской провинции и Квазулу-Наталь.

## Биология
Будучи медлительными пловцами, леопардовые усатые кошачьи акулы проводят день, отдыхая в пещерах или расщелинах, иногда в компании соплеменников. Ночью они подплывают к берегу и начинают активно охотится на костистых рыб, головоногих, ракообразных и многощетинковых червей. В Фолс Бэй основу рациона составляют костистые рыбы, на втором месте находятся головоногие, а затем следуют лобстеры Jasus lalandii. Наблюдали за тем, как эти акулы атаковали осьминогов и каракатиц и отрывали им вращательным движением щупальца. Подобно своим ближайшим родственникам, полосатым усатым кошачьим акулам, во время массового нереста кальмара Loligo vulgaris reynaudi), пик которого приходится на период с октября по декабрь, леопардовые усатые кошачьи акулы меняют свой ночной образ жизни и собираются в значительном количестве в дневное время в местах скопления кальмаров. Они погружают голову в массу отложенных яиц, а полосатый узор на спине маскирует контуры их тела. Когда самки кальмара в сопровождении самцов опускаются на морское дно, чтобы отложить яйца, на них из засады нападают акулы.

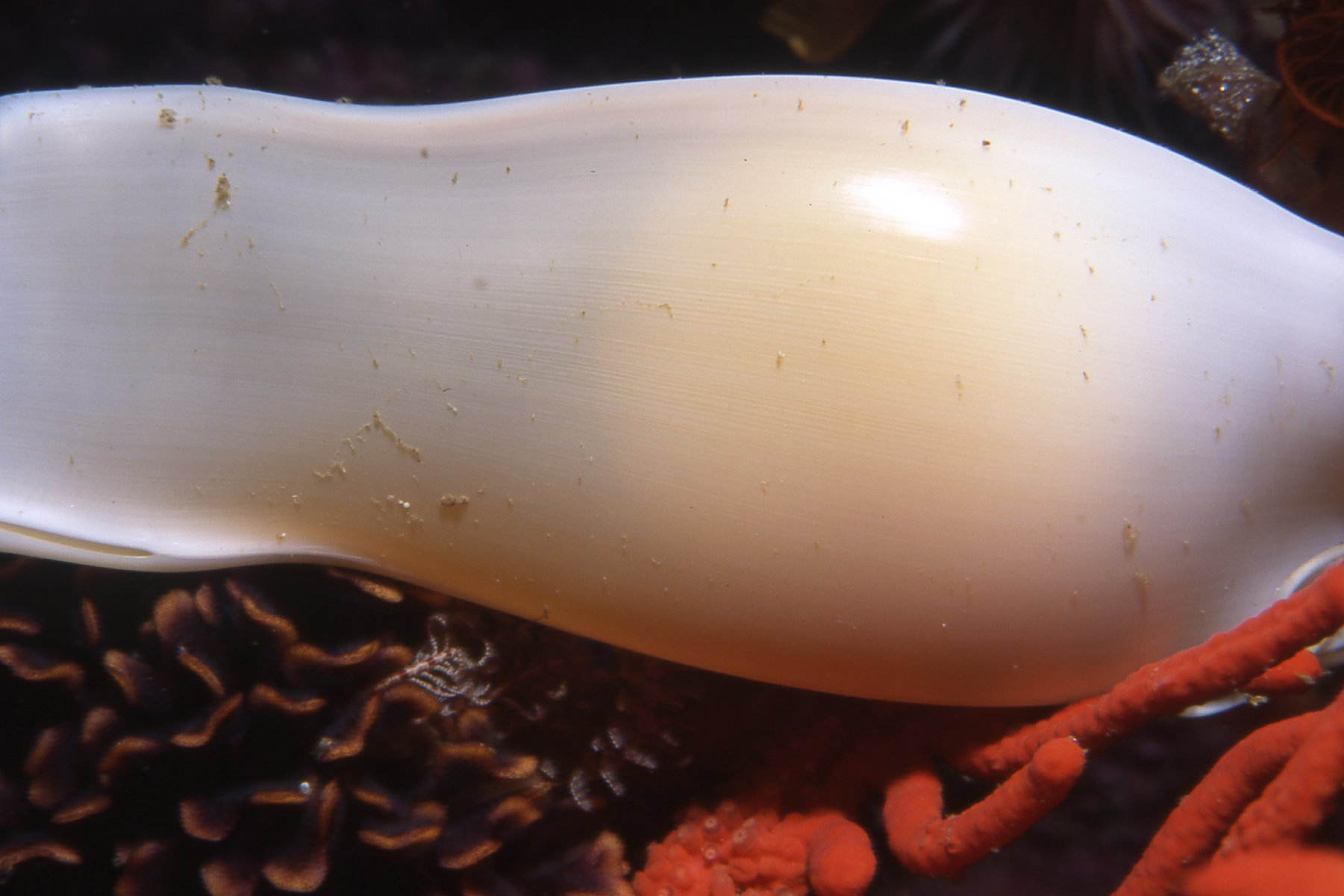
Капсула, в которую заключено яйцо леопардовой усатой кошачьей акулы.

Этот вид размножается, откладывая яйца, заключённые в светлые прямоугольные капсулы с тонкими стенками. Репродукция не имеет сезонности и происходит круглогодично. Взрослые самки имеют один функциональный яичник и два функциональных яйцевода. Одновременно они откладывают по два яйца, по одному из каждого яйцевода. Длина капсулы составляет 7 см, а ширина 3 см. По углам имеются длинные усики, которые служат для прикрепления к подводным объектам, таким как водоросли или горгонии. Из яиц акул, содержащихся в аквариумах, через пять с половиной месяцев вылупляются новорожденные длиной 11 см. Самцы и самки достигают половой зрелости при длине 47—67 см и 43—64 см, что приблизительно соответствует возрасту 10 лет. В одном из источников указан максимальный возраст 15 лет, тогда как в другом он составляет 19 лет.

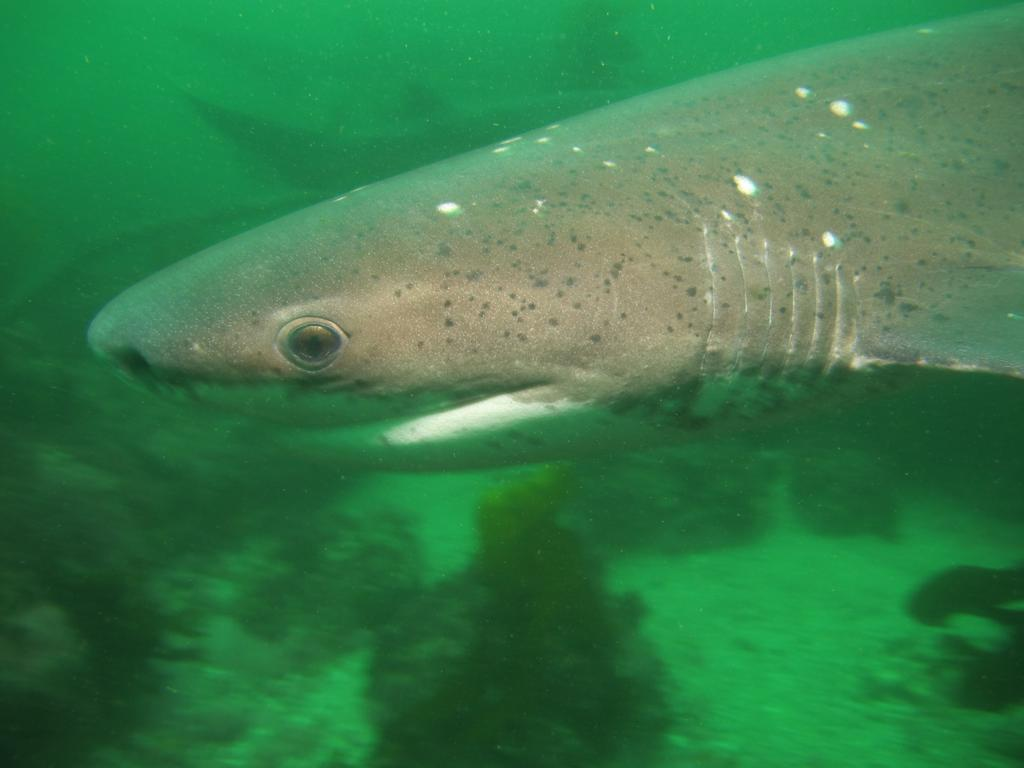
На леопардовых усатых кошачьих акул охотятся плоскоголовые семижаберные акулы.

Леопардовые усатые кошачьи акулы могут стать жертвой крупных морских млекопитающих, на них часто охотятся плоскоголовые семижаберные акулы Notorynchus cepedianus. В случае опасности эти акулы сворачиваются в кольцо и прикрывают голову хвостом, подобно южноафриканским кошачьим акулам. Яйца леопардовых усатых кошачьих акул служат пищей брюхоногим моллюскам Burnupena papyracea и Burnupena lagenaria, которые прокалывают капсулы и высасывают желток. На этих акулах паразитируют равноногие Gnathia pantherina.

## Взаимодействие с человеком
Леопардовые усатые кошачьи акулы не представляют опасности для человека. Небольшие размеры, привлекательный вид и неприхотливость делают их популярным объектом аквариумистики. Любительская добыча этих акул вызвана именно спросом у аквариумистов. В качестве прилова в большом количестве они попадают в донные тралы, жаберные сети и т. д. Несмотря на то, что мясо этих акул съедобно, как правило, их выбрасывают за борт. Несмотря на это смертность среди пойманных рыб высока, поскольку многие рыбаки, считают этих акул вредителями и убивают их перед тем, как выбросить за борт. Для оценки статуса сохранности этого вида данных недостаточно.